# La libertà dell'aquila
La libertà dell'aquila è un film per la televisione del 2002 diretto da Xaver Schwarzenberger.
Il film racconta la storia dell'eroe nazionale tirolese Andreas Hofer.